# Johan Christofer Kluth
Johan Christofer Kluth, född 9 mars 1773, död 20 januari 1826 i Tyska S:ta Gertruds församling, Stockholms stad, var en fagottist och trumpetare vid Kungliga hovkapellet.

## Biografi
Johan Christofer Kluth föddes i mars 1773. Han anställdes 1802 som fagottist vid Kungliga hovkapellet i Stockholm. Från den 1 maj 1807 var Kluth anställd som trumpetare och han slutade 1 juli 1820. Han avled 20 januari 1826.